# Lancaster Township (Illinois)
Die Lancaster Township ist eine von 18 Townships im Stephenson County im Nordwesten des US-amerikanischen Bundesstaates Illinois.

## Geografie
Die Lancaster Township liegt Nordwesten von Illinois, rund 20 km südlich der Grenze zu Wisconsin. Der Mississippi, der die Grenze zu Iowa bildet, befindet sich rund 70 km westlich.
Die Lancaster Township liegt auf 42°19′59″ nördlicher Breite und 89°34′04″ westlicher Länge und erstreckt sich über 83,13 km², die sich auf 82,87 km² Land- und 0,26 km² Wasserfläche verteilen. Die Südgrenze der Township wird überwiegend vom  aus Wisconsin kommenden Pecatonica River gebildet, einem Nebenfluss des Rock River.
Die Lancaster Township liegt im nordöstlichen Vorortbereich der Stadt Freeport, dem Zentrum der gesamten Region. Die Township grenzt im Nordwesten an die Buckeye Township, im Nordosten an die Dakota Township, im Nordosten an die Rock Run Township, im Südosten an die Ridott Township, im Süden an die Silver Creek Township, im Südwesten an die Stadt Freeport und im Westen an die Harlem Township.

## Verkehr
Durch den Südwesten der Township führt der U.S. Highway 20,  der die kürzeste Verbindung von Dubuque in Iowa nach Rockford in Illinois bildet. Der Highway ist zugleich die nördliche und nordöstliche Umgehungsstraße von Freeport. Die Illinois State Route 26, die nördliche Ausfallstraße von Freeport, bildet zugleich die Westgrenze der Lancaster Township. Als nordöstliche Ausfallstraße von Freeport durchläuft die Illinois State Route 75 die gesamte Township von Südwesten nach Nordosten. Alle weiteren Straßen sind County Roads und weiter untergeordnete und zum Teil unbefestigte Fahrwege.
Unmittelbar an der Nordgrenze der Township befindet sich mit dem Ronald K. Domink Airport ein kleiner Flugplatz. Ein etwas größerer ist der rund 10 km südöstlich der Township gelegene Albertus Airport bei Freeport.

## Bevölkerung
Bei der Volkszählung im Jahr 2010 hatte die Township 1587 Einwohner. Die Bevölkerung lebt neben Streubesiedlung in zwei Siedlungen:
- Cedarville1 (Village)
- Winneshiek (Unincorporated Community)

1 - teilweise in der Harlem und der Buckeye Township